# Mesua macrantha
Mesua macrantha är en tvåhjärtbladig växtart som först beskrevs av Henri Ernest Baillon, och fick sitt nu gällande namn av André Joseph Guillaume Henri Kostermans. Mesua macrantha ingår i släktet Mesua och familjen Calophyllaceae. Inga underarter finns listade i Catalogue of Life.